# Pneumatic Power Clutch
Een Pneumatic Power Clutch (PPC) is een door het vacuüm in het inlaatspruitstuk bekrachtigde koppeling van Aprilia motorfietsen, waardoor de koppeling niet alleen lichter te bedienen is, maar ook automatisch doorslipt bij het krachtig afremmen op de motor. Daardoor gaat het achterwiel niet stuiteren.
Het systeem werd gepresenteerd op de Aprilia RSV Mille (1998).